# William H. Macy
William Hall Macy Jr. (ur. 13 marca 1950 w Miami na Florydzie) – amerykański aktor, scenarzysta, reżyser i producent filmowy. Zdobywca nagrody Emmy, nominowany do Oscara, najbardziej znany z roli Jerry'ego Lundegaarda w filmie Fargo (1996).

## Życiorys

### Wczesne lata
Urodził się w Miami na Florydzie. Wychowywał się w stanie Georgia i Maryland. Jego ojciec, William Hall Macy, Sr. (1922–2007), był odznaczony Zaszczytnym Krzyżem Lotniczym i Medalem Lotniczym za pilotowanie bombowca Boeing B-17 Flying Fortress podczas II wojny światowej; później prowadził firmę budowlaną w Atlancie w stanie Georgia i pracował dla Dun & Bradstreet, kiedy Macy miał dziewięć lat, zanim przejął agencję ubezpieczeniową z Cumberland w stanie Maryland. Jego matka, Lois Elizabeth (z domu Overstreet; 1920–2001), była wdową wojenną, która poznała ojca Macy po śmierci pierwszego męża w 1943.
W 1968 ukończył Allegany High School w Cumberland. Studiował medycynę weterynaryjną w Bethany College w Bethany w Wirginii Zachodniej. Jak sam przyznał, był kiepskim uczniem. Przeniósł się do Goddard College w Vermont, gdzie studiował pod kierunkiem dramaturga Davida Mameta.

### Kariera
Po ukończeniu college’u przez dziesięć lat występował na deskach teatrów w Chicago. W 1972, wspólnie z Davidem Mametem i scenarzystą Stevenem Schacterem, założył St. Nicholas Theater Company. Po przeprowadzce do Nowego Jorku studiował w Herbert Berghof Studio i przez kolejnych dziesięć lat grał w sztukach teatralnych na Off-Broadwayu i Broadwayu, ale utrzymywał się głównie dzięki zleceniom telewizyjno-reklamowym, w szczególności użyczając swojego głosu jako lektor. Zadebiutował na ekranie w roli krytyka teatralnego gratulującego Christopherowi Reeve’owi w melodramacie Jeannota Szwarca Gdzieś w czasie (1980). Występował też gościnnie na małym ekranie, w tym jako ordynans szpitalny w sitcomie CBS Kate i Allie (1986). W dramacie kryminalnym Davida Mameta Dom gry (House of Games, 1987) z Lindsay Crouse został obsadzony w roli sierżanta Morana. Kreacja zdesperowanego sprzedawcy aut z Minnesoty, planującego porwanie własnej żony w czarnej komedii braci Ethana i Joela Coenów Fargo (1996) przyniosła mu nominację do Oscara dla najlepszego aktora drugoplanowego. W filmie przygodowym Joego Johnstona Park Jurajski III (Jurassic park III, 2001) wystąpił jako sprzedawca Paul Kirby. W komediodramacie Sesje (The Sessions, 2012) wcielił się w postać księdza. W 2011 przyjął rolę Francisa „Franka” Gallaghera, alkoholika borykającego się z problemami finansowymi w serialu Showtime Shameless – Niepokorni.

## Życie prywatne
Macy jest prywatnie mężem aktorki Felicity Huffman, z którą poznał się, gdy ona była jego studentką w Atlantic Theater Company, nowojorskiej trupie teatralnej założonej przez Macy’ego i Davida Mameta. Mają dwie córki: Sofię Grace (ur. 1 sierpnia 2000) i Georgię Grace (ur. 14 marca 2002). Macy i Huffman, po 15 latach nieformalnego związku, wzięli ślub 6 września 1997.

## Filmografia
- Dom gry (House of Games 1987)
- Klient (The Client 1994)
- Ostry dyżur (E.R. 1994-1998)
- Fargo (1996)
- Nagi peryskop (1996)
- Morderstwo pierwszego stopnia (1996)
- Fakty i akty (Wag the Dog 1997)
- Boogie Nights (1997)
- Air Force One (1997)
- Miasteczko Pleasantville (Pleasantville 1998)
- Magnolia (1999)
- Superbohaterowie (1999)
- Przerażenie (2000)
- Focus (2001)
- Park Jurajski III (Jurassic park III 2001)
- Cooler (2003)
- Komórka (2004)
- Edmond (2005)
- Sahara (2005)
- Dziękujemy za palenie (2005)
- Inland Empire (2006)
- Gang dzikich wieprzy (2007)
- Kamień życzeń – magiczne przygody (2009)
- Shameless – Niepokorni (TV) (2011-2021) jako Frank Gallagher
- Czysty strzał (2013)
- Bez kompasu (2014)
- Lawirantka (2014)
- Zrywa się wiatr (2014)
- Cake (2014)
- Walter (2015)
- Stealing Cars (2015)
- Pokój (2015)
- Modlitwa na telefon (2015)
- Dziedzictwo krwi (2016)
- Krystal (2017)
- Lot z przygodami (2017)

## Nagrody
- Nagroda Emmy Najlepszy aktor w miniserialu lub filmie telewizyjnym: 2003: Od drzwi do drzwiNajlepszy scenariusz miniserialu, filmu telewizyjnego lub dramatycznego programu specjalnego: 2003: Od drzwi do drzwi